# 愛情はふる星のごとく
『愛情はふる星のごとく』（あいじょうはふるほしのごとく）は、日本のジャーナリスト・政治評論家でゾルゲ事件により太平洋戦争中の1944年に刑死した、尾崎秀実の書簡集。著者の死後、1946年9月に世界評論社により出版された。副題「獄中通信」。共産主義者でもあった尾崎が治安維持法違反（スパイ活動）の容疑で逮捕後、未決囚から死刑判決を下されて執行されるまで収監されていた時期に執筆された。書簡には獄中の尾崎から妻と娘に宛てられた個人的なメッセージが綴られている。
1946年と1947年の日本の書籍売上で2位を占め、1948年に1位となり、その後も長く人気を維持しロングセラーとなった。総部数は15万部をやや下回ったと考えられている（当時は紙不足のため書籍全体の発行数が少なかった）。
世界評論社版に掲載されなかった書簡を含めるなどして、勁草書房版、青木書店版、岩波現代文庫版なども出版された。後の版には思想に関する書簡が増補された。

## 刊行の経緯
1941年10月15日に自宅で特別高等警察に検挙された尾崎は当時42歳で、妻と娘がいた。尾崎の死刑が確定したとき、尾崎の友人松本慎一が尾崎の妻英子に働きかけ、英子らが1941年以来獄中の尾崎から受け取っていた一連の書簡の出版を計画した。書簡はまず『世界評論』『人民評論』などの雑誌に連載された。『世界評論』は小森田一記が1945年に立ちあげた世界評論社の雑誌であり、小森田は尾崎と親交があった。小森田は家族との死別、疎開などを経験した戦後の読者層が「愛情と別離」の経験に共感するであろうことを意識し、出版にあたって書簡を選定する際に、ゾルゲ事件関連の情報よりも「愛と死」をテーマとして重視して選定した。世界評論社版に掲載された書簡は尾崎の残した全書簡243通のうち73通と遺書である。

『愛情はふる星のごとく』という題名は尾崎が自分の死刑確定に際して著した1944年4月の書簡の一節、
から取られた。
刊行された書簡集には、尾崎の妻・英子と友人・松本慎一による本文註が付けられ、解説「夜明けの近きを信じつつ——序にかえて」（尾崎英子）、「尾崎秀実について」（松本）、「人民のために捧げられた生涯」（宮本百合子）が付けられた。

## 内容について
尾崎の手紙は検閲により一部抹消されたり没収されることがあった。尾崎はそれを認識して、死刑判決以後は番号を付けることにより没収された場合に抜けが分かるようにした。また、国際感覚を養うことの重要性を娘・楊子に伝える際にも「今に日本が英米を支配する日が来る」など、検閲を意識して時にわざと体制に迎合するレトリックを使いながら自分の思想を表現するよう努力して執筆された様子が見てとれる。
書簡の内容は尾崎が不在となった母娘の家庭生活への助言、差し入れの本や衣服などの希望、差し入れられた本への感想という形での戦争・国際情勢の議論などに及ぶ。

## 批評・評価
毎日新聞全国読書世論調査第1回（昭和22年）で圧倒的支持を得て1位。日本政府公式発表では尾崎はコミンテルンに所属するリヒャルト・ゾルゲに率いられ日本国家の転覆を目指すスパイとされていたが、戦後本書が広く読まれたことによりその評価は「軍国主義日本の最大の犠牲者」へと一変した。
尾崎は手紙のなかで、「遺書を書きつづけている気もち」で妻子への一連の手紙を書いていると書いた。手紙の主な受け手であった妻・英子によれば、尾崎が獄中書簡を書いた目的は「私と楊子に自分の思想を理解させ、自分の行動に共感させること」だったという。
書簡を選定した小森田の意図どおり、書簡集は尾崎の思想や活動の実態の暴露よりは夫婦・家族の愛情に関して注目された。
ジョン・ダワーは尾崎は1941年に投獄されるまで妻に自らの共産主義思想やスパイ活動を明かしたことはなかったとして、皮肉にも投獄によって夫婦の心理的距離が近づいたことが手紙から読みとれると評した。
井上ひさしによれば、『愛情はふる星のごとく』は井上が論じる「ベストセラーの型」六種のうち五種の特徴を備えている。井上によれば、当てはまる特徴は真相の告白、愛と死、人生論、実用書、予言であり、当てはまらないのはセックスである。